# نیروانا (آلبوم)
«نیروانا» (به انگلیسی: Nirvana) آلبومی از نیروانا است که در سال ۲۰۰۲ میلادی منتشر شد.